# Цинцар-Маркович, Александр
Александр Цинцар-Маркович (серб. Aleksandar Cincar-Marković; 20 июня 1889, Белград, Королевство Сербия —1947, Белград, СФРЮ) — сербский и югославский государственный и политический деятель, юрист, дипломат, министр иностранных дел Королевства Югославия (1939—1941). Доктор права.

## Биография
Родился в семье полковника Марко Цинцар-Марковича, командующего жандармерией Сербии. Брат Димитрие Цинцар-Марковича, премьер-министра Сербии в 1902—1903 годах.
До 1911 года изучал право в Белградском университете. Затем продолжил обучение в университетах Фрайбурга и Берлина. Получил докторскую степень в Париже.
Офицером пехотного полка участвовал в Балканских войнах. Во время Первой мировой войны в составе сербской армией пересёк Албанию и оказался на Корфу, где встретил конец войны.
В июле 1918 года начал работать в Министерстве иностранных дел Королевства сербов, хорватов и словенцев. Принимал участие в Парижской мирной конференции в качестве секретаря Николы Пашича.
В 1921 году был назначен югославским консулом в Триесте. В 1923—1925 годах служил в миссии в Тиране сначала первым секретарём, а затем, советником. В 1925—1926 годах — директор Балканского департамента Министерства иностранных дел. В 1926 году работал дипломатом в Будапеште, затем в Париже , Софии и Вене. В 1930 году был советником посольства в Париже. В 1934—1935 годах — посол Югославии в Болгарии, а в 1935—1939 годах — посол Югославии в Берлине.
Член Югославского радикального союза. С 5 февраля 1939 по 27 марта 1941 года занимал пост министра иностранных дел Королевства Югославия. В апреле 1939 года провёл переговоры с Иоахимом фон Риббентропом и Адольфом Гитлером, убеждая их в последовательно прогерманской политики Белграда. Предпринял попытку сближения с Болгарией и сотрудничества в рамках Балканского пакта.
Несмотря на первоначальные заявления о нейтралитете по отношению к Германии, 25 марта 1941 года Драгиша Цветкович и Александар Цинцар-Маркович подписали соглашение о присоединении Королевства Югославия к Берлинскому пакту 1940 года (странам Оси). При этом югославское правительство поставило (а Гитлер принял) три условия: гарантия территориальной целостности; отсутствие войск Оси и военного транзита через территорию Югославии (пункт который не был опубликован в печати во избежание недовольства балканских союзников Германии); неучастие Югославии в военных акциях стран Оси.
Два дня спустя правительство Драгиша Цветковича было свергнуто в результате переворота, осуществлённого офицерами югославской армии во главе с генералом Душаном Симовичем. Цветкович и Цинцар-Маркович были интернированы.
В 1941 году подписал «Обращение к сербскому народу».
После нападения Германии на Югославию в апреле 1941 года Александар Цинцар-Маркович переехал в Сараево и убеждённый в невозможности продолжения борьбы, решил начать переговоры с Германией о капитуляции. Договор о капитуляции был подписан в здании бывшей чехословацкой дипломатической миссии в Белграде, немецкую сторону представлял генерал Максимилиан фон Вейхс.
Во время Второй мировой войны Цинцар-Маркович оставался в Белграде. После прихода к власти коммунистов был арестован в сентябре 1945 года, признан виновным в присоединении Югославии к Пакту трёх.
Умер от сердечного приступа в тюрьме.